# Cantone di Blaye
Il Cantone di Blaye era una divisione amministrativa dell'Arrondissement di Blaye.
A seguito della riforma approvata con decreto del 20 febbraio 2014, che ha avuto attuazione dopo le elezioni dipartimentali del 2015, è stato soppresso.

## Composizione
Comprendeva i comuni di:
- Berson
- Blaye
- Campugnan
- Cars
- Cartelègue
- Fours
- Mazion
- Plassac
- Saint-Androny
- Saint-Genès-de-Blaye
- Saint-Martin-Lacaussade
- Saint-Paul
- Saint-Seurin-de-Cursac